# Montecristo, Bolívar
Montecristo là một khu tự quản thuộc tỉnh Bolívar, Colombia. Thủ phủ của khu tự quản Montecristo đóng tại Montecristo Khu tự quản Montecristo có diện tích 2089 ki lô mét vuông. Đến thời điểm ngày 28 tháng 5 năm 2005, khu tự quản Montecristo có dân số người.